# Ханес Алфвен

Ханес Улоф Йоста Алфвѐн (на шведски: Hannes Olof Gösta Alfvén) е шведски физик, носител на Нобелова награда за физика за 1970 година за основополагащите му работи в теорията на магнетохидродинамиката. Има многобройни приноси в областта на физиката на плазмата, включително върху полярните сияния, свойствата на поясите на Ван Ален, земната магнитосфера, динамика на плазмата в Млечния път и др.

## Биография
Роден е на 30 май 1908 година в Норшьопинг, Швеция. Защитава докторска дисертация на тема „Изследване на ултра-къси електромагнитни вълни“, защитена през 1934 в Университета в Упсала. През 1940 става професор по електродинамика в Кралския технологичен институт в Стокхолм. От 1963 е професор по физика на плазмата. Междувременно, в периода 1954 – 1955 година е гост-професор в Университета на Мериленд – Колидж парк. През 1967 се прехвърля в САЩ, където работи в Калифорнийския университет в Сан Диего и Южнокалифорнийски университет.
Умира на 2 април 1995 година в Юршхолм, Швеция.

## Научна дейност
Теоретичната му разработка за природата на полярните сияния, като подравнени по земното магнитно поле електрични токове, базирана на по-ранна работа на Кристиан Биркеланд, е потвърдена след спътникови наблюдения, открили токове на Биркеланд.
На него са кръстени и вълните на Алфвен – нискочестотни трептения на плазма. Голяма част от неговите теории за магнитосферите на планетите от Слънчевата система са потвърдени в края на 80-те години на ХХ век, чрез практически измервания на магнитните полета на различни планети и спътници.